# Ewangelia Nazarejczyków
Ewangelia Nazarejczyków – zaginiona ewangelia apokryficzna, zaliczana do tzw. ewangelii judeochrześcijańskich
Powstała około 180 r. n.e. w środowisku tzw. nazarejczyków - nawróconych na chrześcijaństwo Żydów, którzy tworzyli odizolowaną grupę w Kościele powszechnym. Ewangelia ta jest znana z cytatów u ojców Kościoła oraz z notatek na marginesach 36 rękopisów wywodzących się z tzw. Ewangelii Syjonu, z wydania pochodzącego z ok. 500 r. n. e.. Według Euzebiusza z Cezarei i Hieronima ze Strydonu została napisana w języku aramejskim.
Ewangelię stanowią 23 wyjątki z obszernego przekładu Ewangelii Mateusza na język aramejski.